# Hanyū
Hanyū (羽生市?, Hanyū-shi) è una città giapponese della prefettura di Saitama.

## Amministrazione

### Gemellaggi
- Baguio, dal 1969
- Kaneyama, dal 1982
- Durbuy, dal 1994